# Mistr z Großlobmingu
Mistr z Großlobmingu, německy Meister von Großlobming (aktivní 1380-1420) byl rakouský gotický sochař krásného slohu.

## Život a dílo

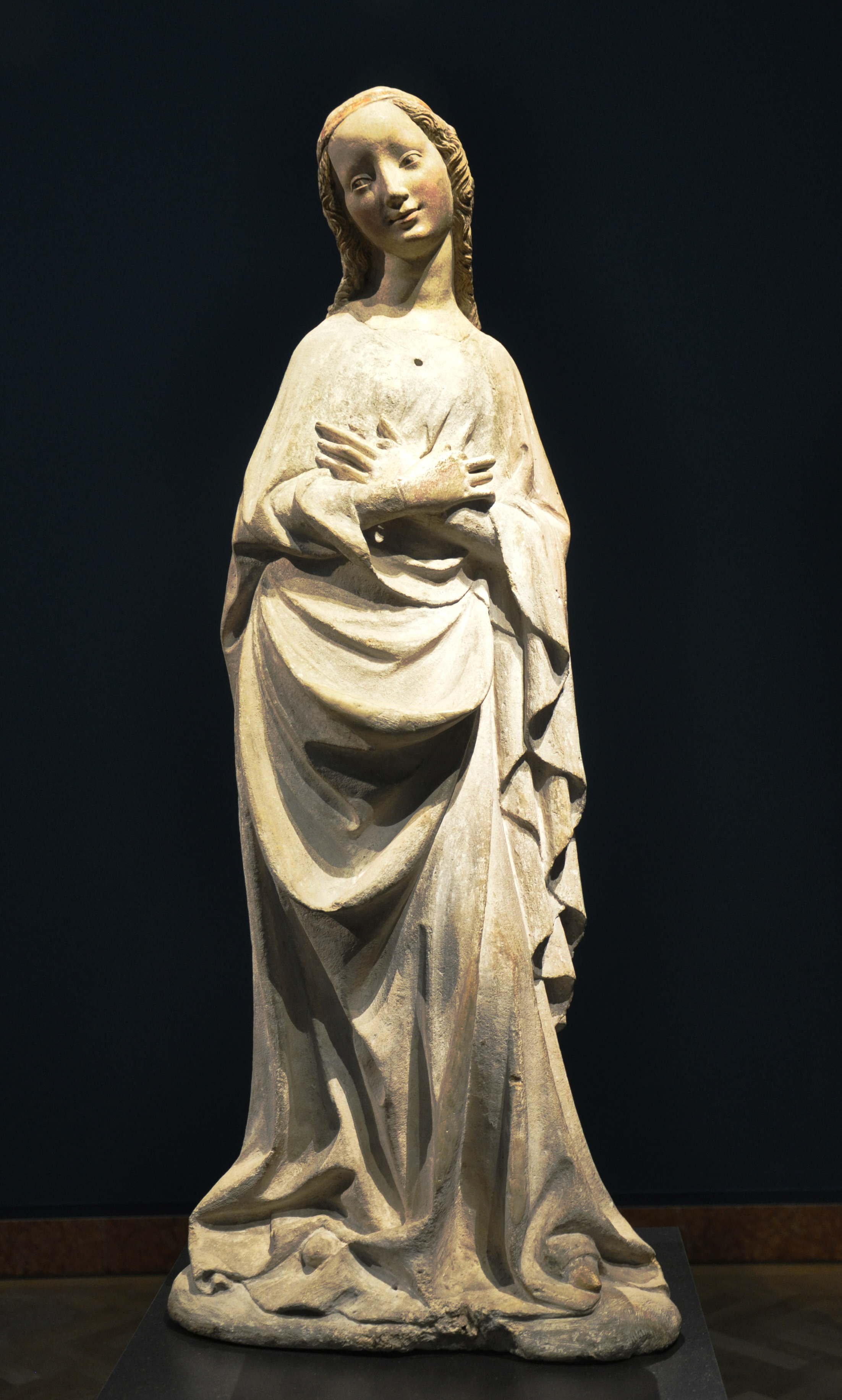
Mistr z Großlobmingu: Maria, Liebieghaus

Díla Mistra z Großlobmingu souvisejí s českým gotickým sochařstvím krásného slohu. Jejich klasicistní ráz není v německém sochařství obvyklý. Sochař byl současníkem Mistra Týnské Kalvárie a rakouského sochaře Hanse von Judenburg.
Je pravděpodobně autorem sochy Panny Marie v kostele San Marco v Benátkách, která uspořádáním drapérie připomíná Pannu Marii z Kalvárie z kaple Dumlosů. Některé motivy a výraz soch tohoto mistra mají obdobu u české sochy sv. Kateřiny z Jihlavy a sochy stejné světice v Poznani.

### Známá díla
- Bolestný Kristus,[3] soukr. sbírka, zapůjčeno Belveder, Vídeň
- Panna Maria ze skupiny Zvěstování, Liebighaus, Frankfurt nad Mohanem
- Klečící anděl ze skupiny Zvěstování, sv. Jan Křtitel, sv. Jiří, sv. Biskup, Belveder, Vídeň
- sv. Anežka, sv. Jakub větší, sv. Dorota, Městský farní kostel Steyr
- Madona, New York
- Pieta, Cleveland Museum of Art[4]
- Sv. Jiří - Vídeň, Umělecko-historické muzeum
- Sv. Jan - Vídeň, Umělecko-historické muzeum
- Biskup - Vídeň, Umělecko-historické muzeum
- Anděl ze Zvěstování - Vídeň, Umělecko-historické muzeum

### Příbuzná díla
- Panna Marie, Kalvárie z kaple Dumlosů
- sv. Kateřina, kostel sv. Jakuba, Jihlava
- sv. Kateřina, Muzeum Poznaň
- Panna Marie ze Zvěstování, Toruň
- Panna Marie ze Zvěstování, Gorlitz